# نبرد ابلستان
نبرد البیستان (انگلیسی: Battle of Elbistan) در ۱۵ آوریل ۱۲۷۷ سلطنت ممالیک سلطان بیبرس از سوریه به سمت سلطنت سلجوقیان روم تحت تسلط مغولان لشکر کشید و به نیروی اشغالگر مغول در نبرد البستان حمله کرد.